# Dušan Kos
Dušan Kos, slovenski zgodovinar, * 28. marec 1963, Ljubljana.

## Življenje in delo
Dušan Kos je študiral na Filozofski fakulteti Univerze v Ljubljani na Oddelku za zgodovino in je leta 1986 prejel Univerzitetno Prešernovo nagrado za študente. V letih 1989-92 se je izpopolnjeval iz pomožnih zgodovinskih ved na Inštitutu za avstrijsko zgodovinsko raziskovanje (Institut für Österreichische Geschichtsforschung) na Dunaju in leta 1993 postal magister zgodovine na Filozofski fakulteti v Ljubljani istega leta je končal doktorski študij iz zgodovine z doktorsko disertacijo "Neagrarno gospodarstvo in družba v slovenskih deželah v 14. stoletju (s posebnim poudarkom na plemstvo in višje sloje meščanstva)".
Vse od leta 1986 je zaposlen na Zgodovinskem inštitutu Milka Kosa na ZRC SAZU, kjer je bil sprva zaposlen kot raziskovalni asistent nato kot raziskovalni sodelavec. Leta 1994 je bil izvoljen v naziv znanstveni sodelavec, čez dve leti pa dobi naziv višji znanstveni sodelavec in leta 2001 znanstveni svetnik za področje srednjeveške zgodovine in pisnih virov.
Med leti od 1993 do 2003 je na Filozofski fakulteti Univerze v Ljubljani na oddelku za zgodovino poučeval predmet Pomožne zgodovinske vede, na oddelku umetnostne zgodovine pa je poučeval predmeta Latinska paleografija in Heraldika, od leta 2005 pa kot izredni profesor predava pomožne zgodovinske vede na Fakulteti za humanistične študije v Kopru. Raziskuje srednjeveško zgodovino, predvsem zgodovino plemstva, poleg tega tudi diplomatiko.
Objavil je vrsto razprav in monografij ter za knjigo Zgodovina morale 2 leta 2018 dobil Klio, nagrado za najboljšo knjigo s področja zgodovine v zadnjih dveh letih.

## Dela
- Bela krajina v poznem srednjem veku. Zbirka Zgodovinskega časopisa, 4. Ljubljana, 1987.
- Imago iustitiae : historični sprehod skozi preiskovanje, sojenje in pravo pri plemstvu v poznem srednjem veku. Zbirka ZRC, 3. Ljubljana, 1994. ISBN 961-90125-3-4
- Med gradom in mestom : odnos kranjskega, slovenještajerskega in koroškega plemstva do gradov in meščanskih naselij do začetka 15. stoletja. Zbirka ZRC, 1. Ljubljana, 1994. ISBN 961-90125-0-X
- Pismo, pisava, pisar : prispevek k zgodovini kranjskih listin do leta 1300. Gradivo in razprave, 14. Ljubljana, 1994. ISBN 961-90054-5-7
- Blesk zlate krone : gospodje Svibenski - kratka zgodovina plemenitih nasilnikov. Thesaurus memoriae, Dissertationes, 1. Ljubljana, 2003. ISBN 961-6358-93-6
- O melanholiji, karierizmu, nasilju in žrtvah : tržaška afera Gallenberg 1740. Knjižnica Annales, 37. Koper, 2004. ISBN 961-6033-47-6
- Dušan Kos (2005). Vitez in Grad. Ljubljana : Založba ZRC, ZRC SAZU. COBISS 219524608. ISBN 961-6500-82-1.
- In Burg und Stadt: spätmittelalterlicher Adel in Krain und Untersteiermark. Veröffentlichungen des Instituts für Österreichische Geschichtsforschung, 45. Wien, 2006. ISBN 3-486-58076-0; ISBN 3-7029-0544-8
- Zgodovina morale 1: Ljubezen in zakonska zveza na Slovenskem med srednjim vekom in meščansko dobo, Ljubljana: Založba ZRC, 2015
- Zgodovina morale 2: Ljubezenske strasti, prevare, nasilje in njihovo kaznovanje na Slovenskem med srednjim vekom in meščansko dobo, Ljubljana: Založba ZRC, 2016
- Franc Henrik Raigersfeld: dnevniki 1697–1759 (ur.), 2024
- V službi njenega veličanstva: politika in elite med Dunajem, Ljubljano in Trstom v zapisih Franca Henrika barona Raigersfelda (1697–1760), 2024